# Stigmatomma reclinatum

Stigmatomma reclinatum  (лат.) — вид мелких земляных муравьёв из подсемейства Amblyoponinae. Юго-Восточная Азия:  Индонезия, Малайзия, Сингапур, Таиланд, Филиппины.

## Описание
Мелкие муравьи (длина тела около 5 мм), основная окраска коричневая (ноги светлее). От близких видов (например, Stigmatomma bruni и Stigmatomma quadratum) отличаются 17 мелкими треугольными зубчиками по переднему краю клипеуса. Глаза мелкие. Усики короткие, 11-члениковые. Мандибулы длинные, узкие, жало хорошо развито. Стебелёк между грудкой и брюшком состоит из одного узловидного членика (петиоль) широко прикреплённого к брюшку. Вид был впервые описан в 1879 году австрийским мирмекологом Густавом Майром под первоначальным названием Amblyopone reclinata . С 2012 года в составе рода Stigmatomma.